# Anna Sten
Anna Sten (em russo:  Анна Стен; 3 de dezembro de 1908 — 12 de novembro de 1993) foi uma atriz norte-americana nascida na Ucrânia.
Ela começou sua carreira no teatro e cinema na União Soviética antes de se mudar para a Alemanha, onde participou em vários filmes.